# Hanság

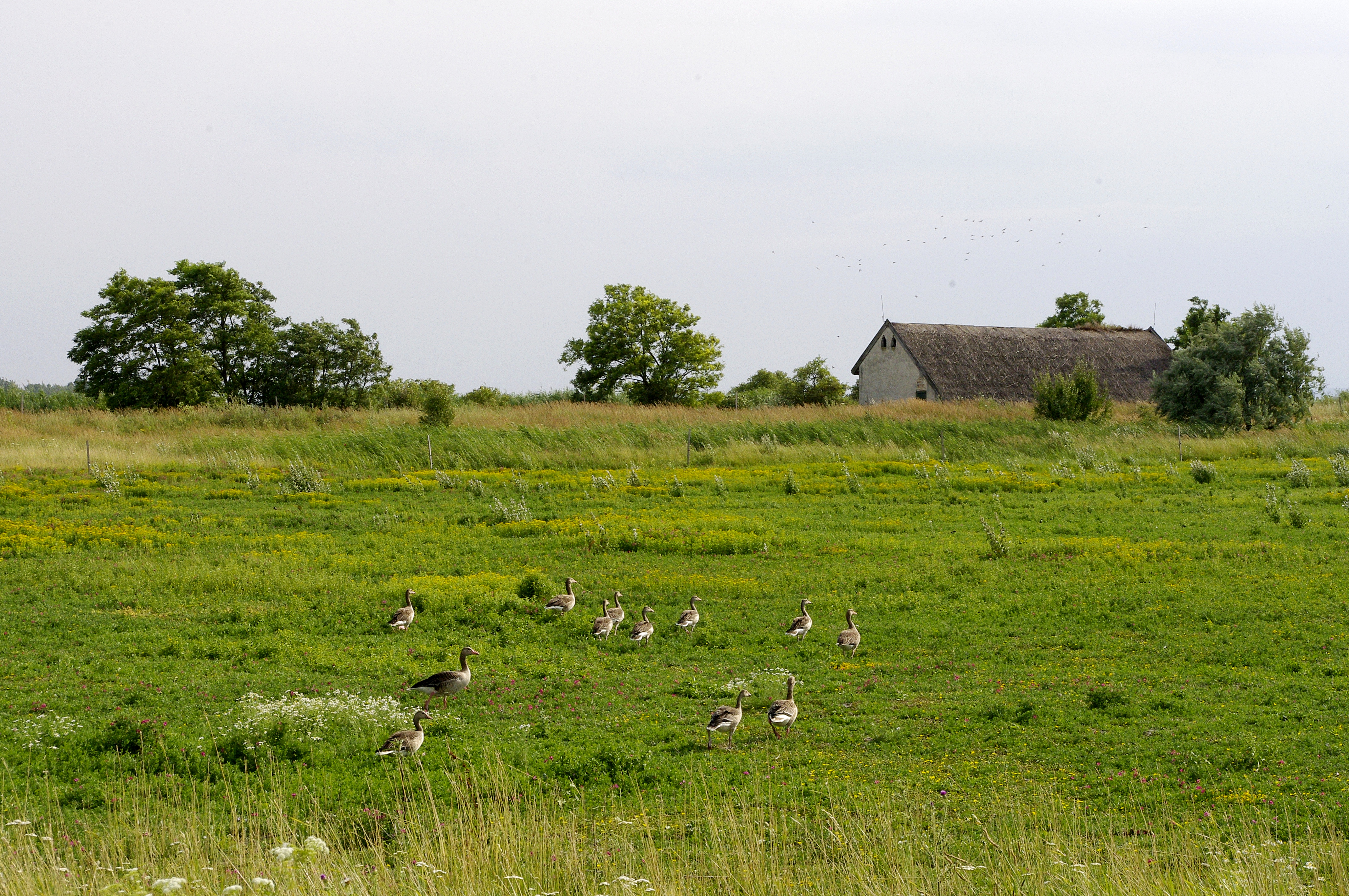
Graugänse im Hanság

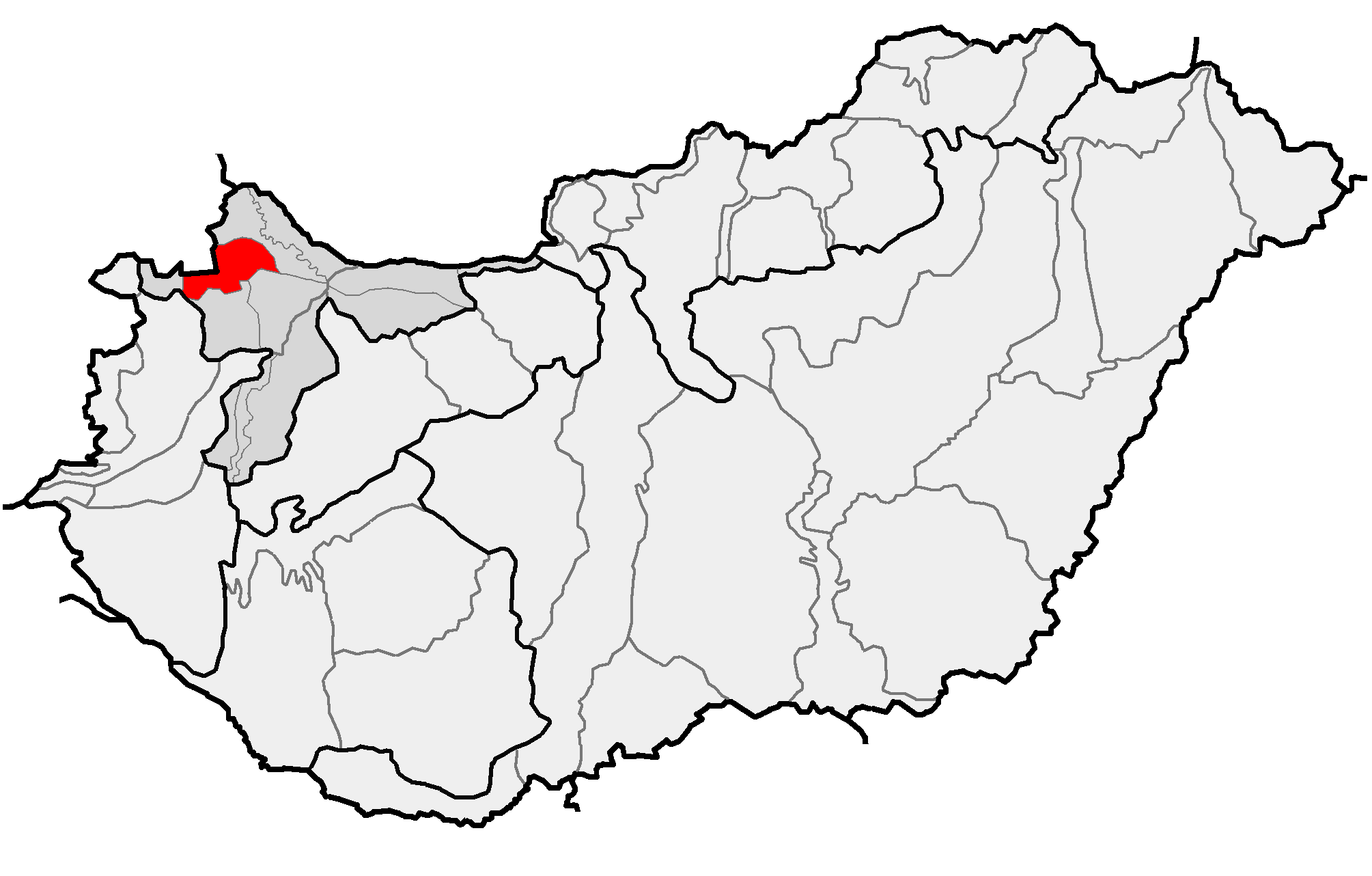
Hanság – Lage in Ungarn

Hanság [ˈhɒnʃaːɡ] (deutsch Waasen oder Wasen) ist eine ehemalige Niedermoorlandschaft an der österreichisch-ungarischen Grenze südöstlich des Neusiedler Sees, die durch jahrhundertelange Eingriffe des Menschen mit sich großflächig auswirkenden Trockenlegungsmaßnahmen verändert wurde. Das ehemalige Feuchtgebiet mit zahlreichen seltenen Vogelarten wurde durch ein weitverzweigtes Kanal- und Grabensystem sowie durch zwei Pumpwerke (Tadten und Wallern) weitgehend in den seit 1895 erbauten Einser-Kanal entwässert und für die Landwirtschaft nutzbar gemacht.
Heute herrschen im Kerngebiet des Hanság, mit dem benachbarten Neusiedler See abnehmend im hydrologischen Ausgleich stehend und noch am Ende des 19. Jahrhunderts gewaltigen Sumpfgebietes, trockengefallene Niedermoore vor. Der 1780 angelegte Fahrdamm zwischen Pamhagen und Eszterháza hat die sensiblen hydrologischen Verhältnisse stark beeinflusst, insbesondere durch eine geringe Zahl von Durchlässen. Zunächst wurde das erste Bauwerk infolge eines Hochwassers (1786) wieder zerstört, jedoch etwa 100 Jahre später durch eine aufwendigeren Bau mit zahlreichen Brücken erneut errichtet. Erschwerend für das hydrologische Ökosystem von Neusiedler See und Hanság kam hinzu, dass die ehemals in das Feucht- und Seengebiet einmündenden Flüsse Ikva (Spitalbach), Répce (Rabnitz) und der Seitenarm Kis-Rába (Raab) durch wasserbauliche Maßnahmen in andere Abflussrichtungen geleitet wurden. Die Folge davon war ein Verlust an Wassereinzugsgebiet für den See und im Hanság. Seit dem 19. Jahrhundert münden sie in den Einser-Kanal.
Über lange Zeiträume hinweg wurden im nahen und weiteren östlichen Umfeld des Neusiedler Sees auch die von periodisch starken Wasserreichtum gekennzeichneten Landschaften in Acker- und Siedlungsland umgewandelt. Seit dem 19. Jahrhundert gehörten schließlich die Aktivitäten zur angestrebten kompletten Trockenlegung zur systematisch geplanten Landschaftsneugestaltung in dieser Region. Mehr als 90 Prozent der ursprünglich bestehenden naturnahen Areale im Hanság (Schilfflächen, baumfreie Niedermoore, Erlen- und Weidenbruchwälder) sind im Zuge dieser Bestrebungen zerstört worden.
In niederschlagsarmen Sommern ist der Schilf- und Rohrkolbentorf, ein auffälliger Horizont dieser Niedermoore, völlig ausgetrocknet und leicht entzündbar. So wütete beispielsweise im August 1978 im Gebiet von Wallern ein Moorflächenbrand, der 30 ha umfasste. 1991 wurde der Nationalpark Fertő-Hanság gegründet.

## Museen
In dem ungarischen Ort Öntésmajor, einem Ortsteil der Stadt Kapuvár befindet sich ein Museum, in dem die Lebenswelt im Hanság präsentiert wird.
Das Dorfmuseum von Fertőszéplak besteht aus fünf Häusern an der Öreg utca (Altstraße), heute Nagy Lajos utca. Sie repräsentieren die ungarische Volksarchitektur der nahe Regionen der Pannonischen Tiefebene und bewahren Zeugnisse der damit verbundenen Wohnkultur und Landwirtschaft am Rande des Neusiedler Sees und der Hanság-Region. Die Ausstellung umreißt den Zeitraum von 1850 bis 1950.
In Mosonmagyaróvár existiert ein weiteres Museum, das sich dem Namen nach auf die Landschaft Hanság bezieht, jedoch diese als Thema nur geringfügig tangiert.

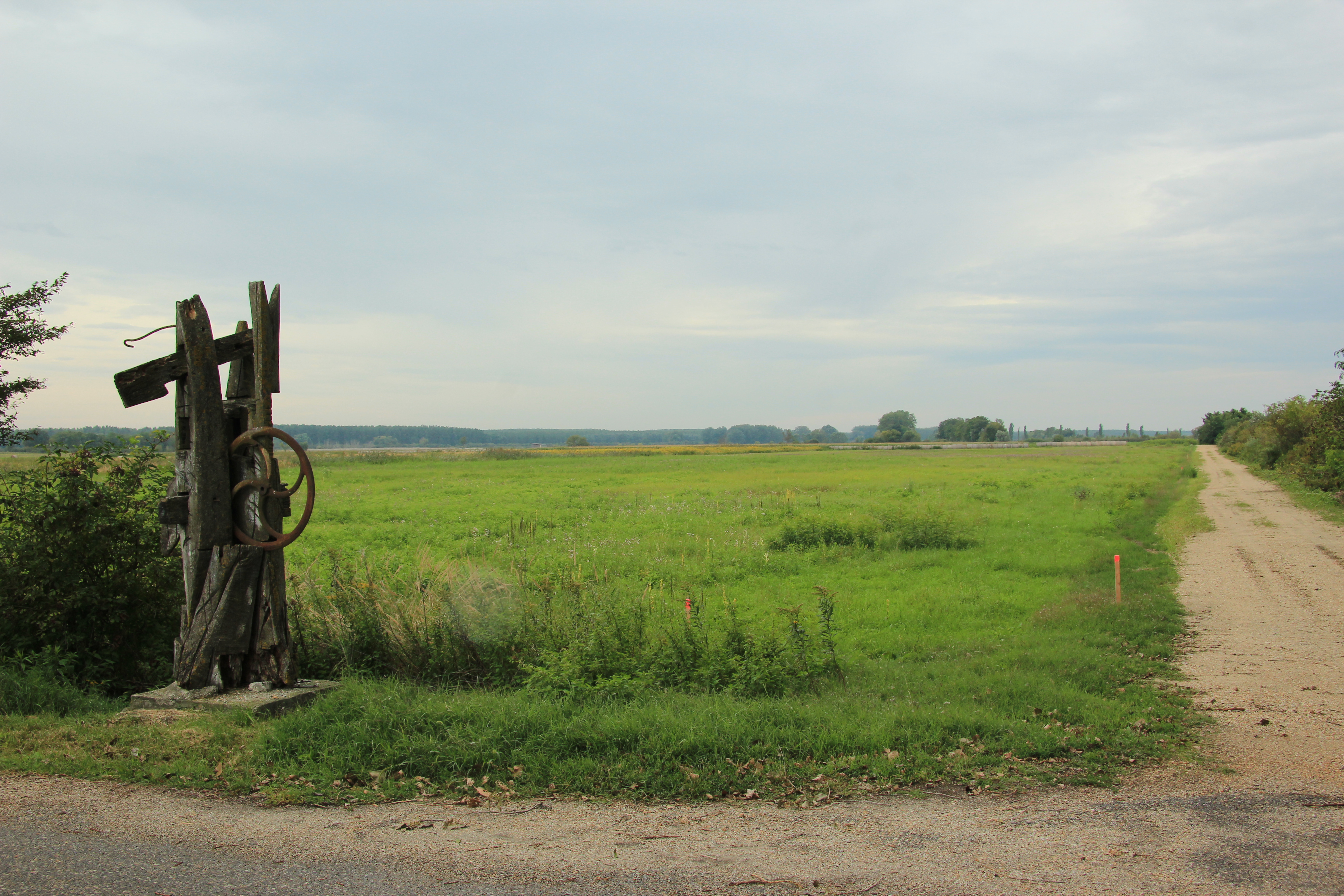
Fluchtstraße bei Andau
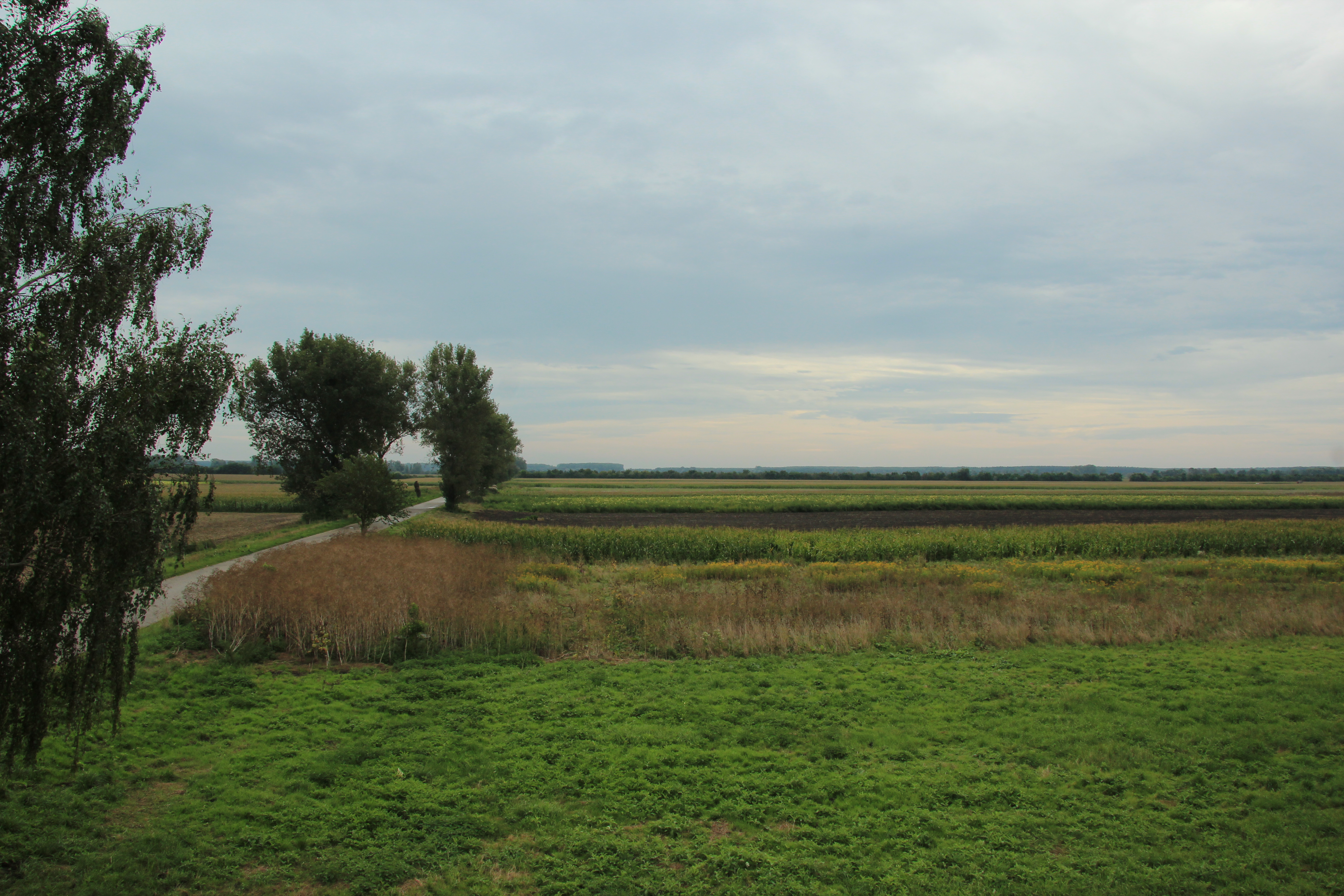
Landschaft an der Fluchtstraße von Andau